# Liste der Bahnhöfe und Haltepunkte in Chemnitz

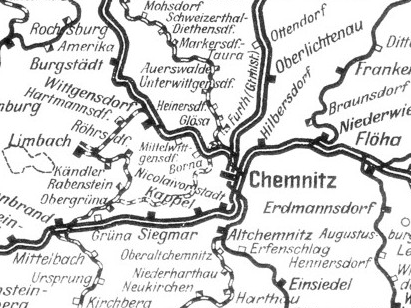
Der Eisenbahnknoten Chemnitz im Jahre 1902.

Die Liste der Bahnhöfe und Haltepunkte in Chemnitz führt alle bestehenden sowie ehemaligen oder geplanten Bahnhöfe, Haltepunkte und für den Wagenladungsverkehr in früheren Zeiten wichtigen Ladestellen auf dem heutigen Stadtgebiet der Stadt Chemnitz auf.

## Legende
Die in der Tabelle verwendeten Spalten listen die im Folgenden erläuterten Informationen auf:
- Name: Name der Betriebsstelle im Infrastrukturregister, ehemalige Betriebsstellen sind nach ihrem letzten Namen eingeordnet. Abweichende Benennungen der Stationsbetreiber (z. B. DB Station&Service) sind darunter klein aufgeführt.
- Art: Art der Betriebsstelle, ehemalige Arten sind mit dem Jahr der Änderung – wenn bekannt – kursiv gesetzt. Bf – Bahnhof, Bft – Bahnhofsteil, Hp – Haltepunkt, Anst – Anschlussstelle, Awanst – Ausweichanschlussstelle, Ldst – Ladestelle (Stand: 2019)
- Lage: Position der Betriebsstelle unter Angabe des Streckenkilometers und des sächsischen Streckenkürzels der Strecke.
- Ril 100: Abkürzung der Betriebsstelle gemäß Richtlinie 100 der Deutschen Bahn AG.
- Bstg: Heutige oder letzte Anzahl der Bahnsteiggleise der Betriebsstelle. Betriebsstellen ohne Bahnsteiggleise waren nie für den Personenverkehr bestimmt.
- Frühere Namen: Auflistung ehemaliger Namen der Betriebsstelle und Jahr der Umbenennung sowie ursprünglich geplante Namen darunter kursiv.
- Eröffnung: Datum der Eröffnung der Betriebsstelle, gegebenenfalls mit Unterscheidung zwischen Personen- und Güterverkehr (ohne Verkehr für Anschließer).
- Schließung: Datum der Schließung der Betriebsstelle, gegebenenfalls mit Unterscheidung zwischen Personen- und Güterverkehr (ohne Verkehr für Anschließer).
- Bild: Bild der aufgeführten Betriebsstelle.
- Grau unterlegte Betriebsstellen sind geschlossen oder in Planung.

## Liste
| Name                                         | Art                                               | Lage                                                   | Ril 100 | Bstg | Frühere Namen | Eröffnung                                                          | Schließung                                                       | Bild |
| -------------------------------------------- | ------------------------------------------------- | ------------------------------------------------------ | ------- | ---- | --- | ------------------------------------------------------------------ | ---------------------------------------------------------------- | ---- |
| Chemnitz-Altendorf                           | Awanst bis ? Bf                                   | km 4,561 CO km 0,000 COB                               | DCA     | —    | bis 1911 Chemnitz-Altendorf Güterbf bis 1953 Chemnitz-Altendorf bis 1990 Karl-Marx-Stadt-Altendorf                                                            | 17. Dezember 1903                                                  | 28. Mai 2000                                                     |      |
| Bahnbetriebswerk/ Kosmonautenzentrum Hp      | Hp                                                | km 1,825 PEC                                           |         | 1    | bis ? Bahnbetriebswerk Hp | 1998                                                               |                                                                  |      |
| Chemnitz Beyerstraße                         | Awanst bis ? Ldst                                 | km 0,755 COB                                           | —       | —    | bis 1911 Beyerstraße Ladestelle | 17. Dezember 1903                                                  | ? (1937 Zuordnung zum Bf Chemnitz-Altendorf)                     |      |
| Chemnitz-Borna Hp                            | Hp                                                | km 57,144 KC                                           | DCBH    | 2    | bis 1903 Borna bei Chemnitz bis 1911 Borna bei Chemnitz Haltepunkt bis 1913 Borna b. Chemnitz Hp bis 1953 Chemnitz-Borna Hp bis 1990 Karl-Marx-Stadt-Borna Hp | 15. Juli 1901                                                      |                                                                  |      |
| Chemnitz-Borna Ldst                          | Ldst später Anst                                  | km 1,85 CO                                             | DCBO    | —    | bis 1911 Borna bei Chemnitz Ladestelle bis 1913 Borna b. Chemnitz Ldst bis 1953 Chemnitz-Borna Ldst bis 1990 Karl-Marx-Stadt-Borna Ldst                       | 17. Dezember 1903                                                  | 25. Juni 1966                                                    |      |
| Chemnitz-Erfenschlag Mitte                   | Hp bis 1992 Hp und Anst bis 1933 Bf bis 1908 Ldst | km 7,440 CA                                            | DCE     | 1    | bis 1908 Erfenschlag Ladestelle bis 1950 Erfenschlag bis 1953 Chemnitz-Erfenschlag bis 1990 Karl-Marx-Stadt-Erfenschlag bis 2022 Chemnitz-Erfenschlag         | Güterverkehr: 1. November 1905 Personenverkehr: 1. Mai 1908        | Güterverkehr: 15. März 1967                                      |      |
| Chemnitz-Erfenschlag Ost                     | Hp                                                | km 8,63 CA                                             | DCEO    | 1    | ursprünglich geplant Chemnitz Kurt-Franke-Straße | 29. Januar 2022                                                    |                                                                  |      |
| Chemnitz Friedrichstraße                     | Hp                                                | km 30,840 ZC                                           | DC F    | 1    | | 30. Juni 2006                                                      |                                                                  |      |
| Karl-Marx-Stadt-Furth                        | Bf bis 1933 Ldst (heute Anst HKW Nord)            | km 1,358 WbCF                                          | —       | —    | bis 1911 Furth b. Chemnitz Ladestelle bis 1913 Furth b. Chemnitz bis 1953 Chemnitz-Furth                                                                      | 1. Juli 1902                                                       | 1. Juni 1962                                                     |      |
| Chemnitz-Glösa                               | Bf                                                | km 21,708 WbC km 00,000 WbCF                           | DCG     | 3    | bis 1950 Glösa bis 1953 Chemnitz-Glösa bis 1990 Karl-Marx-Stadt-Glösa                                                                                         | Güterverkehr: 1. September 1902 Personenverkehr: 1. September 1902 | Güterverkehr: 1997 Personenverkehr: 24. Mai 1998                 |      |
| Chemnitz-Harthau                             | Hp bis 1995 Hp und Anst bis 1933 Bf               | km 31,445 ZC                                           | DCHA    | 1    | bis 1911 Harthau i. Erzgeb bis 1933 Harthau b. Chemnitz bis 1950 Harthau (b Chemnitz) bis 1953 Chemnitz-Harthau bis 1990 Karl-Marx-Stadt-Harthau              | Güterverkehr: 1. Oktober 1895 Personenverkehr: 1. Oktober 1895     | Güterverkehr: 31. Januar 1969                                    |      |
| Chemnitz Hbf                                 | Bf                                                | km 79,717 DW km −0,118 CA km 61,731 KC km 65,784 RC    | DC      | 14   | bis 1904 Chemnitz bis 1911 Chemnitz Hauptbahnhof bis 1953 Chemnitz Hbf bis 1990 Karl-Marx-Stadt Hbf                                                           | Güterverkehr: 1. September 1852 Personenverkehr: 1. September 1852 | Güterverkehr: 1996                                               |      |
| Außenbf Chemnitz Hbf                         | Bft                                               | km 2,200 DWCh                                          |         | —    | bis 1990 Außenbf Karl-Marx-Stadt Hbf | vmtl. 1909                                                         |                                                                  |      |
| Karl-Marx-Stadt-Heinersdorf                  | Hp                                                | km 20,045 WbC                                          | —       | 1    | bis 1904 Heinersdorf bei Chemnitz bis 1951 Heinersdorf-Draisdorf bis 1953 Chemnitz-Heinersdorf                                                                | 1. September 1902                                                  | 18. Juli 1977                                                    |      |
| Chemnitz-Hilbersdorf                         | Bf bis 1902 Ldst                                  | km 76,619 DW km 02,472 RCCh                            | DCH     | —    | bis 1904 Hilbersdorf bis 1953 Chemnitz-Hilbersdorf bis 1990 Karl-Marx-Stadt-Hilbersdorf                                                                       | 1. Januar 1899                                                     | 1997                                                             |      |
| Chemnitz-Hilbersdorf Hp Chemnitz-Hilbersdorf | Hp                                                | km 0,491 DWCh                                          | DCHP    | 2    | bis 1904 Hilbersdorf bis 1953 Chemnitz-Hilbersdorf bis 1990 Karl-Marx-Stadt-Hilbersdorf                                                                       | 15. August 1893                                                    |                                                                  |      |
| Chemnitz-Hilbersdorf Museumsbahnsteig        | Hp                                                | km 75,65 DW                                            |         | 1    | | ?                                                                  |                                                                  |      |
| Chemnitz-Kappel                              | Bf                                                | km 83,480 DW                                           | DCK     | —    | bis 1882 Chemnitz Kohlenbahnhof bis 1904 Kappel i. Sachsen bis 1911 Chemnitz-Kappel (Güterbf) bis 1953 Chemnitz-Kappel bis 1990 Karl-Marx-Stadt-Kappel        | 1. Juni 1880                                                       | 2000                                                             |      |
| Chemnitz-Kappel Umschlagbf                   | Bft                                               | ≈ km 83,8 DW                                           | DCKC    | —    | ? | 2. Dezember 1968                                                   | 1998                                                             |      |
| Chemnitz Kinderwaldstätte                    | Hp                                                | km 59,778 RC                                           | DCKI    | 2    | bis 1934 Kinderwaldstätte Chemnitz bis 1953 Chemnitz Kinderwaldstätte bis 1990 Karl-Marx-Stadt Kinderwaldstätte                                               | 1. Oktober 1911                                                    |                                                                  |      |
| Chemnitz Küchwald                            | Bf                                                | km 58,554 KC km 00,000 KCCh km 00,000 CO km 23,795 WbC | DKW     | 1    | bis ? Küchwald Zweigstelle bis 1928 Küchwald bis ? Vorbf Küchwald bis 2018 Küchwald                                                                           | Güterverkehr: 2. Juni 1902 Personenverkehr: 5. Dezember 2018       |                                                                  |      |
| Bahnhof Küchwaldwiese                        | Bf                                                | km 0,0 PEC km 2,3 PEC                                  | DCPEK   | 2    | bis 1979 Pionierbahnhof Neues Leben bis 1990 Pionierbahnhof Freundschaft                                                                                      | 1954                                                               |                                                                  |      |
| Leipziger Straße Hp                          | Hp                                                | ≈ km 0,7 PEC                                           |         | 1    | | geplant                                                            |                                                                  |      |
| Karl-Marx-Stadt Markersdorfer Straße         | Hp                                                | km 34,275 ZC                                           | —       | 1    | bis 1905 Oberaltchemnitz bis 1953 Altchemnitz | 1. Oktober 1895                                                    | 15. September 1977                                               |      |
| Chemnitz Mitte                               | Hp bis 1905 Bf bis 1900 Hp                        | km 82,58 DW                                            | DCM     | 2    | bis 1904 Nicolaivorstadt Chemnitz bis 1905 Chemnitz Nicolaibahnhof bis 1953 Chemnitz Nicolaivorstadt bis 1990 Karl-Marx-Stadt Mitte                           | Personenverkehr: 9. Januar 1860                                    |                                                                  |      |
| Chemnitz-Rabenstein                          | Ldst bis 1950 Hp und Anst bis 1933 Bf             | km 6,89 LWd                                            | —       | 1    | bis 1939 Rabenstein bis 1950 Rabenstein (Sachs) | Güterverkehr: 1. Dezember 1897 Personenverkehr: 1. Dezember 1897   | Güterverkehr: 1953 Personenverkehr: 30. Dezember 1950            |      |
| Chemnitz-Reichenhain                         | Hp                                                | km 6,060 CA                                            | DCRE    | 2    | bis 1905 Erfenschlag bis 1908 Erfenschlag Hp bis 1953 Chemnitz-Reichenhain ursprünglich geplant Chemnitz Wasserwerk bis 1990 Karl-Marx-Stadt-Reichenhain      | 1. Oktober 1877                                                    |                                                                  |      |
| Chemnitz Riemenschneiderstraße               | Hp                                                | km 32,433 ZC                                           | DCHAR   | 1    | | 15. Dezember 2002                                                  |                                                                  |      |
| Chemnitz-Rottluff                            | Anst bis ? Ldst                                   | km 6,192 CO                                            | DCRL    | —    | bis 1911 Rottluff Ladestelle bis 1926 Rottluff bis 1953 Chemnitz-Rottluff bis 1990 Karl-Marx-Stadt-Rottluff                                                   | 17. Dezember 1903                                                  | 1. Januar 1998                                                   |      |
| Chemnitz-Schönau                             | Hp                                                | km 85,593 DW                                           | DCC     | 2    | bis 1950 Wanderer-Werke bis 1953 Chemnitz Wanderer-Werke bis 1990 Karl-Marx-Stadt-Schönau                                                                     | 26. November 1940                                                  |                                                                  |      |
| Chemnitz-Siegmar                             | Bf                                                | km 87,987 DW                                           | DCSI    | 2    | bis 1936 Siegmar bis 1950 Siegmar-Schönau bis 1953 Chemnitz-Siegmar bis 1990 Karl-Marx-Stadt-Siegmar                                                          | Güterverkehr: 15. November 1858 Personenverkehr: 15. November 1858 | Güterverkehr: 1969                                               |      |
| Chemnitz Stadtpark                           | Hp                                                | km 34,708 ZC                                           | DCST    | 1    | bis 1976 Karl-Marx-Stadt Scheffelstraße bis 1990 Karl-Marx-Stadt Stadtpark                                                                                    | 27. Dezember 1972                                                  | 10. Juni 2001                                                    |      |
| Chemnitz Süd                                 | Bf                                                | km 01,990 CA km 37,963 ZC                              | DCS     | 2    | bis 1905 Altchemnitz bis 1911 Chemnitz Südbahnhof bis 1953 Chemnitz Süd bis 1990 Karl-Marx-Stadt Süd                                                          | Güterverkehr: 15. November 1875 Personenverkehr: 15. November 1875 |                                                                  |      |
| Chemnitz Süd Hp Chemnitz Süd                 | Hp                                                | km 81,825 DW                                           | DCD     | 2    | bis 1911 Chemnitz Südbahnhof bis 1953 Chemnitz Süd bis 1990 Karl-Marx-Stadt Süd                                                                               | 1. Oktober 1908                                                    |                                                                  |      |
| Technikmuseum Seilablaufanlage               | Hp                                                | ≈ km 76,7 DW                                           |         | 1    | | September 2014                                                     |                                                                  |      |
| Tennisplätze Hp                              | Hp                                                | km 1,14 PEC                                            | DCPET   | 1    | | 1992                                                               |                                                                  |      |
| Werkbahnsteig Raw „Wilhelm Pieck“            | Hp                                                | Raw „Wilhelm Pieck“                                    |         | 1    | | ?                                                                  | ?                                                                |      |
| Chemnitz Zwönitzbrücke                       | Bf                                                | km 33,230 ZC                                           | DCZW    | 2    | bis 1905 Niederharthau bis 1953 Oberaltchemnitz bis 1990 Karl-Marx-Stadt Zwönitzbrücke                                                                        | Güterverkehr: 1. Oktober 1895 Personenverkehr: 1. Oktober 1895     | Güterverkehr: 31. Januar 1969 Personenverkehr: 10. Juni 2001     |      |
| Einsiedel                                    | Bf                                                | km 10,379 CA                                           | DED     | 2    | bis 1940 Einsiedel bis 1953 Einsiedel (b Chemnitz) | Güterverkehr: 15. November 1875 Personenverkehr: 15. November 1875 | Güterverkehr: 1. April 1972                                      |      |
| Einsiedel August-Bebel-Platz                 | Hp                                                | km 11,10 CA                                            | DEDP    | 1    | | 29. Januar 2022                                                    |                                                                  |      |
| Einsiedel Brauerei                           | Hp                                                | km 11,376 CA                                           | DEDB    | 1    | | 25. Mai 2006                                                       | ?                                                                |      |
| Einsiedel Brauerei                           | Hp                                                | km 11,4 CA                                             | DEDB    | 1    | | 29. Januar 2022                                                    |                                                                  |      |
| Einsiedel Gymnasium                          | Hp                                                | km 9,040 CA                                            | DEDH    | 1    | | 18. Dezember 2003                                                  | 2018                                                             |      |
| Einsiedel Gymnasium                          | Hp                                                | km 9,395 CA                                            | DEDH    | 1    | | 29. Januar 2022                                                    |                                                                  |      |
| Einsiedel Hp                                 | Hp                                                | km 8,91 CA                                             | DEDH    | 1    | bis 1994 Einsiedel Betriebsberufsschule | 30. September 1972                                                 | 1. Juni 2003                                                     |      |
| Grüna (Sachs) Grüna (Sachs) Hp               | Hp                                                | km 91,240 DW                                           | DGN     | 2    | bis 1910 Grüna bis 1911 Grüna (Sachsen) Hp bis 1933 Grüna (Sa.) Hp                                                                                            | 15. November 1858                                                  |                                                                  |      |
| Grüna (Sachs) ob Bf                          | Ldst bis 1963 Bf                                  | km 9,81 LWd                                            | —       | 1    | bis 1910 Obergrüna bis 1911 Grüna (Sachsen) ob Bf bis 1933 Grüna (Sa.) ob Bf                                                                                  | Güterverkehr: 1. Dezember 1897 Personenverkehr: 1. Dezember 1897   | Güterverkehr: 20. März 1968 Personenverkehr: 30. Dezember 1950   |      |
| Klaffenbach Hp                               | Hp                                                | km 29,540 ZC                                           | DNK K   | 1    | | 15. Dezember 2002                                                  |                                                                  |      |
| Mittelbach                                   | Hp                                                | km 10,083 NW                                           | DMIT    | 1    | | 1. Mai 1896                                                        | 11. August 1990                                                  |      |
| Neukirchen-Klaffenbach                       | Bf                                                | km 28,810 ZC                                           | DNK     | 2    | bis 1903 Neukirchen i. Erzgeb | Güterverkehr: 1. Oktober 1895 Personenverkehr: 1. Oktober 1895     | Güterverkehr: 2000                                               |      |
| Niederrabenstein                             | Anst bis ? Ldst                                   | km 9,051 CO                                            | —       | —    | bis 1911 Niederrabenstein Ladestelle | 17. Dezember 1903                                                  | 20. Februar 1968                                                 |      |
| Röhrsdorf                                    | Ldst bis 1950 Hp und Anst bis 1933 Bf             | km 3,17 LWd                                            | —       | 1    | bis 1911 Röhrsdorf bei Chemnitz bis 1933 Röhrsdorf b. Chemnitz bis 1953 Röhrsdorf (b Chemnitz)                                                                | Güterverkehr: 1. Dezember 1897 Personenverkehr: 1. Dezember 1897   | Güterverkehr: 1. Februar 1962 Personenverkehr: 30. Dezember 1950 |      |
| Wittgensdorf Mitte                           | Hp                                                | km 54,343 KC                                           | DWIM    | 2    | bis 1898 Bahrmühle bis 1927 Mittelwittgensdorf | 8. April 1872                                                      |                                                                  |      |
| Wittgensdorf ob Bf                           | Bf                                                | km 51,589 KC km 06,680 LW                              | DWIO    | 2    | bis 1927 Wittgensdorf | Güterverkehr: 8. April 1872 Personenverkehr: 8. April 1872         | Güterverkehr: 1995                                               |      |
| Wittgensdorf unt Bf                          | Hp bis 1967 Hp und Anst bis ? Bf                  | km 18,710 WbC                                          | DWIU    | 1    | bis 1927 Unterwittgensdorf | Güterverkehr: 1. September 1902 Personenverkehr: 1. September 1902 | Güterverkehr: 13. September 1965 Personenverkehr: 24. Mai 1998   |      |